# Nuria Martínez Sanchis
Nuria Martínez Sanchis (Aiacor, Canals, ?) és una advocada i política valenciana, consellera de Justícia i Administració Pública de la Generalitat Valenciana del govern de Carlos Mazón des de novembre de 2024.
Llicenciada en dret per la Universitat de València l'any 1999 i doctora en dret per la Universitat Catòlica de València el 2016, Martínez Sanchis ha estat professora en aquesta darrera universitat on també ha sigut la degana de la Facultat de Ciències Jurídiques, Econòmiques i Socials. Compta amb un despatx propi a la ciutat de Xàtiva (la Costera).
El novembre de 2024, després de la remodelació del Consell de la Generalitat posterior a la DANA que va causar les inundacions a l'Horta Sud, el president Carlos Mazón del Partit Popular (PP) va nomenar a Nuria Martínez consellera responsable del departament de Justícia. Aquest departament anteriorment estava dirigit per Salomé Pradas que havia estat la responsable també de les emergències. Amb la remodelació efectuada aquestes competències i les d'interior esdevenen una conselleria diferenciada i la de Justícia incorpora les referides a Administració Pública, anteriorment agrupades amb la conselleria d'Hisenda i Economia dirigida per Ruth Merino que es mantindrà en el mateix Consell de la Generalitat.